# Bremetennacum
Bremetennacum nebo Bremetennacum Veteranorum byla římská pevnost a vicus (z latinského slova označujícího vesnici) na severozápadě Anglie v hrabství Lancashire 10 km na severozápad od Blackburnu a 19 km na východ od Prestonu; tam, kde na břehu řeky Ribble leží anglická vesnice Ribchester. Ribchester je jednou z nejznámějších římských pevností v Penninách, díky řadě nápisů a vykopávkám. Ve Spojeném království je tato sídlo chráněnou památkou (Scheduled Ancient Monument). Dalším pojmenování pevnosti, které se dochovalo ve starověkých zeměpisných textech bylo Bremetonnacum, Bremetenracum či Bresnetenacum. 
Pevnost chránící přechod přes řeku Ribble tvořila součást řetězce obranných pevností, které se táhly přes sever římské provincie. Římané zde patrně kolem roku 72-73 postavili pevnost ze dřeva, pravděpodobně v době tažení, jemuž velel Quintus Petillius Cerialis. V 2. století ji nahradila pevnost z kamene. Po většinu existence byla v pevnosti posádka Sarmatů z pomocných sborů; poprvé je do Británie poslal Marcus Aurelius v roce 175. Jejím úkolem bylo ovládat okolí a místní obyvatelstvo. Důkazy ukazují, že pevnost byla obsazena do konce římské vlády v Británii.

## Historie
První pevnost, kterou postavila ze dřeva XX. římská legie na přelomu let 72/73, zabírala plochu 2,4 ha. Posádku tvořilo jezdectvo. V druhé polovině 1. století prošla pevnost rekonstrukcí a v první polovině 2. století ji vybudovali z kamene. Kolem ní vyrostla vesnice na mnohem větší ploše, než jakou zabírá moderní osídlení. Úzké pozemky byly vytyčeny kolmo na hlavní římskou silnici. Vykopávky odhalily pravoúhlé dřevěné domy a dílny. Sídlili zde řemeslníci, kteří poskytovali nezbytné zboží, jak pro civilní obyvatelstvo, tak pro vojáky. Zpracovávali kovy, kůže a zhotovovali vojenskou výstroj. V osadě měli římské lázně, které se nacházely v největší kamenné budově mimo pevnost a minimálně dva chrámy. Pevnost zůstala v Ribchesteru do 4. století. Do dnešních dnů se dochovaly jen ruiny.

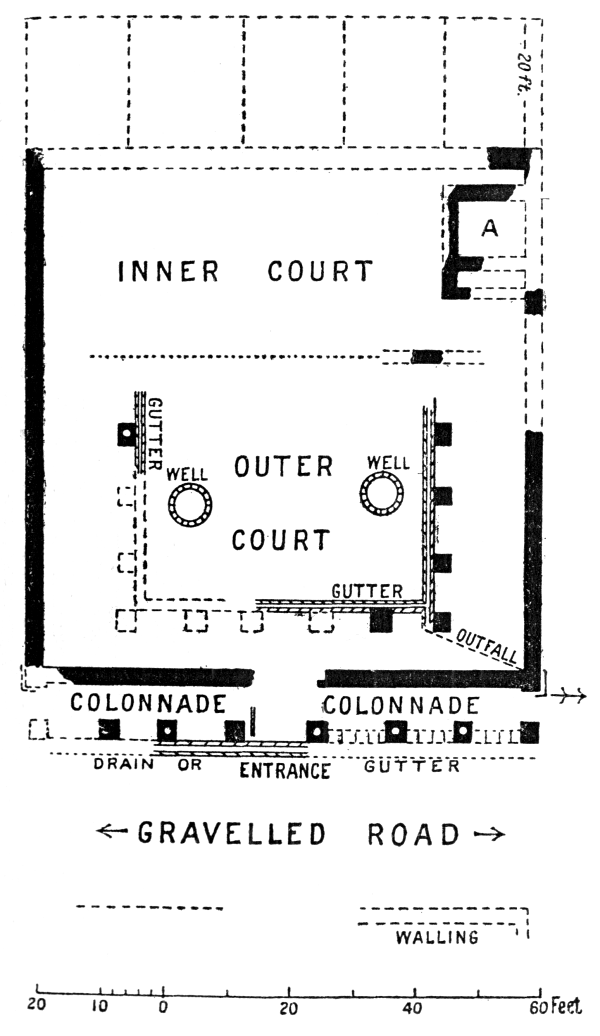
Plán části Ribchesterské pevnosti

Zprávu o nálezech v Ribchesteru publikoval Francis Haverfield v knize Roman Britain in 1914.

### Ribchesterská slavnostní jezdecká přilba

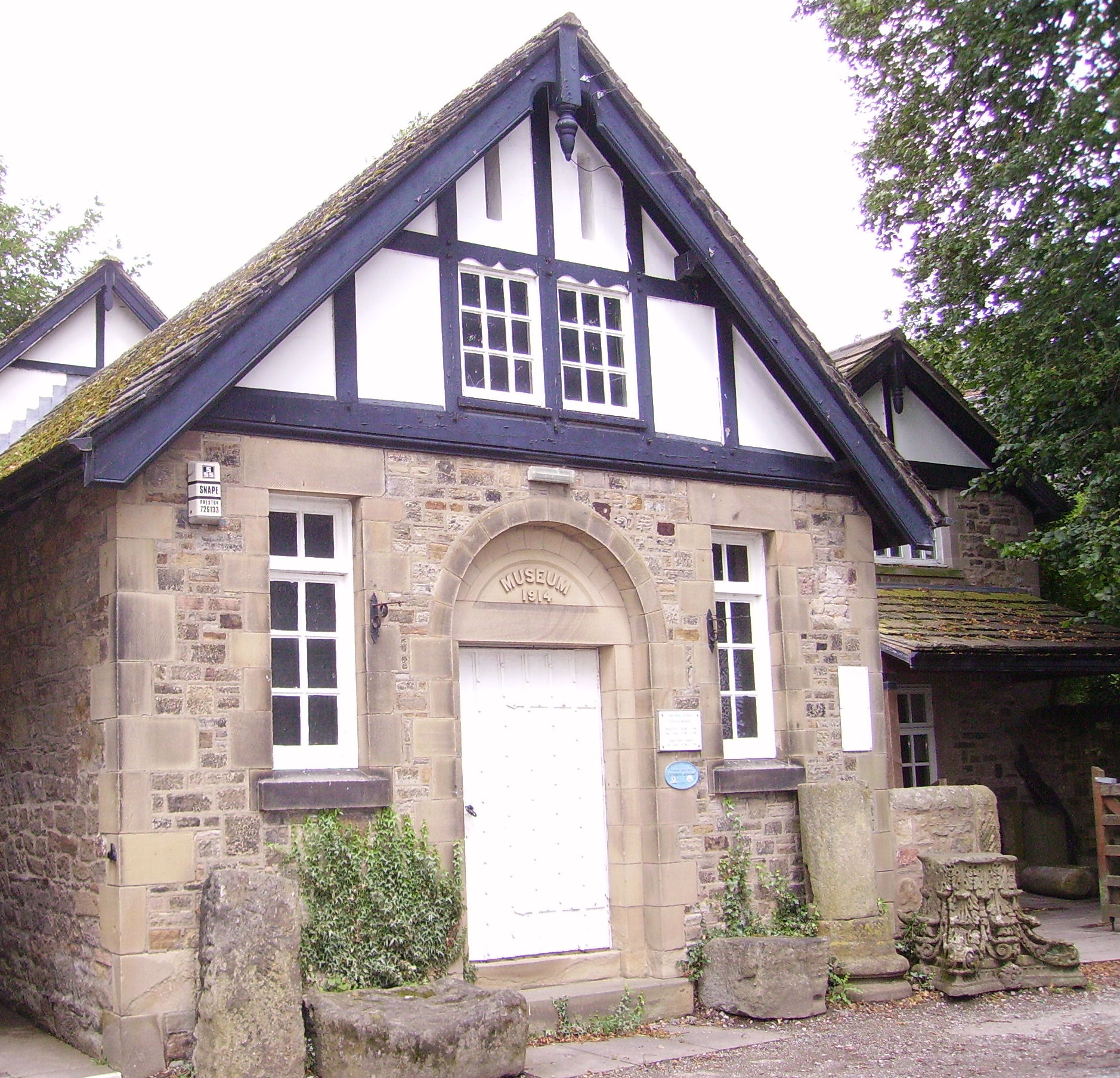
Ribchesterské muzeum

Nejslavnějším artefaktem z římské doby nalezeným v Ribchesteru je slavnostní jezdecká bronzová přilba. Spolu s dalšími předměty ji v létě 1796 našel Joseph Walton asi 3 metry pod zemí při silnici ke kostelu sv. Wilfrida v Ribchesteru, blízko řeky. Kromě přilby "poklad" obsahoval například řadu nádob, kusy vázy, bustu Minervy a sochu sfingy. Nálezy byly v dobrém stavu snad proto, že ležely v písku.

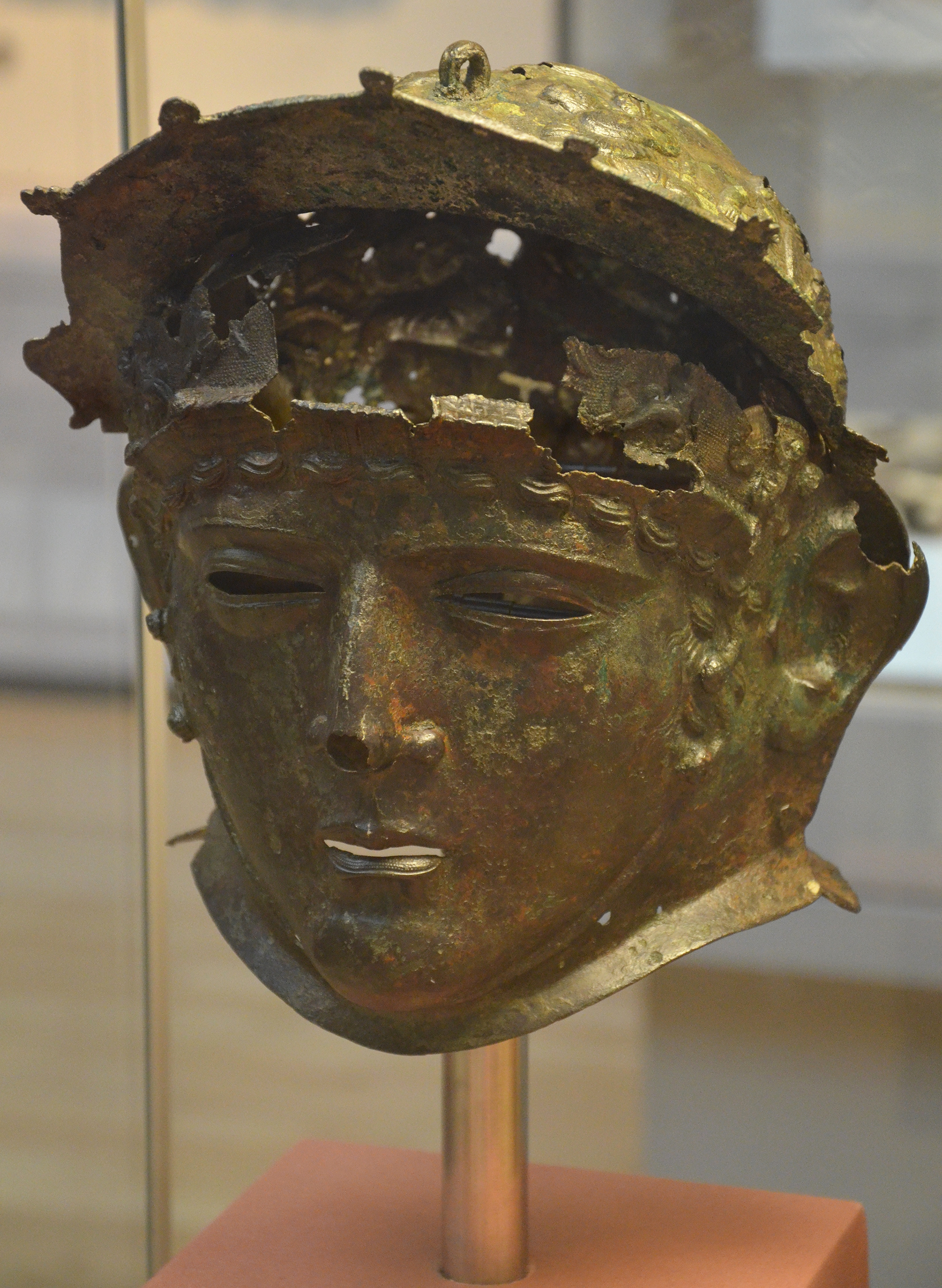
Ribchesterská přilba

 Jeden typ slavnostních přileb byl pojmenován podle místa nálezu "typ Ribchester" a vyznačuje se trojúhelníkovým kšiltem nad obličejovou maskou a detailním zpracováním této masky. Zbytek přilby nese okrasné prvky v podobě reliéfních motivů, ale nejsou již tak dobře zpracovány. Na tomto typu tedy možná pracovaly dvě skupiny umělců.

## Římské muzeum v Ribchesteru
V Ribchesteru už více než sto let působí muzeum, které se postupně rozrůstalo. Ke stému výročí se v roce 2014 do Ribchesterského muzea vrátila na výstavu Ribchesterská přilba (zápůjčka z Britského muzea v Londýně) a byl zde odhalen nový interaktivní model pevnosti a vesnice, která u ní vyrostla.